# François Hippolyte Destailleur
Hippolyte Destailleur (27 de septiembre de 1822 - 17 de noviembre de 1893) fue un arquitecto francés, diseñador de interiores y coleccionista. Es conocido por sus diseños y trabajos de restauración de grandes castillos en Francia e Inglaterra, así como por su colección de libros, grabados y dibujos, que abarcan artistas franceses de los siglos XVII y XIX, gran parte de los cuales se encuentran ahora en el Gabinete de Estampas de la Biblioteca Nacional, en París (Colección Destailleur).